# Kevin Rushton
Kevin Rushton est un acteur et cascadeur américain qui a à son actif des films comme X-Men, Le Territoire des morts et Saw 4.
Il est également cascadeur sur de gros blockbusters tels que Le Jour d'Après, X-Men 3, Resident Evil 3 & 4, 2012 et Red.

## Filmographie
- 1994 : Darkman 2 : Le retour de Durant : le skinhead
- 1995 : L'Antre de la folie : un garde
- 1997 : Will Hunting : Courtroom Guard
- 1998 : Universal Soldier 2 : Frères d'armes : Martinez
- 2000 : X-Men : Stu
- 2002 : Rollerball : Joueur équipe rouge
- 2002 : Espion et demi (I spy) : Garde
- 2003 : Le Gardien du manuscrit sacré (Bulletproof Monk) : Merc
- 2005 : Le Territoire des morts (Land of the Dead) : Zombie dans l’arène
- 2005 : Le Boss (The Man) : Thug
- 2007 : Saw 4 : Trevor
- 2009 : Le Vestige des morts-vivants (Survival of the Dead) : Zombie
- 2010 : Repo Men : Homme au bras artificiel
- 2010 : Happy Town (S1.Ep8): Bobby Dordondo
- 2010 : Saw 3D : Chapitre Final (Saw 3D: The Final Chapter) : Trevor